# ステルス艦

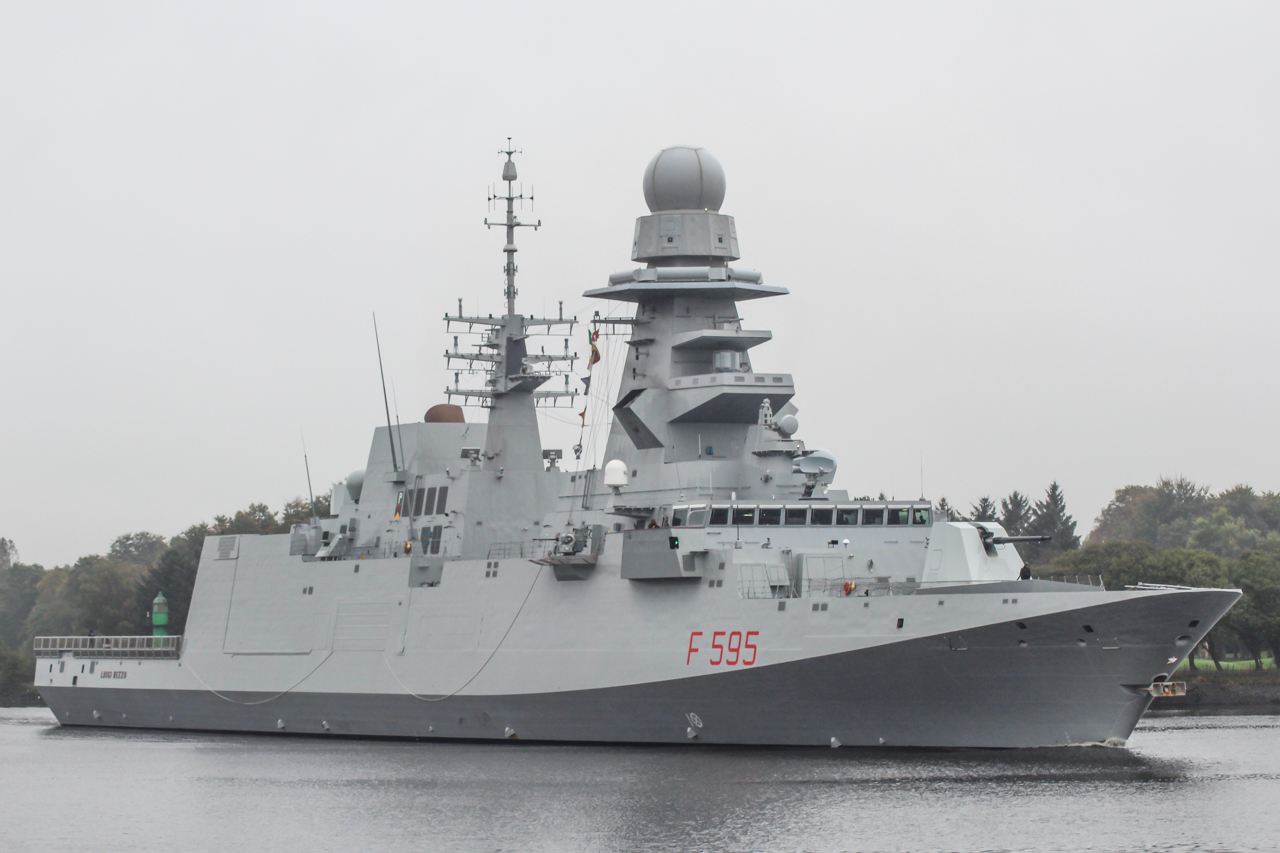
ステルス性を意識して設計されたカルロ・ベルガミーニ級フリゲート。また、アメリカ海軍のコンステレーション級のベースともなった。

ステルス艦とは、ステルス性を有する軍艦のことである。

## 歴史

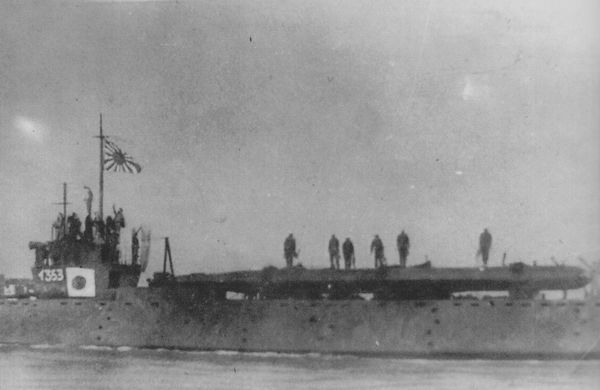
伊三六一型潜水艦の1隻伊号第三六三潜水艦。セイル下部が逆台形になっており、レーダー波を海面にそらすようになっている。

最初のステルス艦と呼べるものは、第二次世界大戦期のドイツ海軍・日本海軍の潜水艦。元々潜水艦は、"ultimate stealth weapon（究極のステルス兵器）" とも言われていたが、潜航時はともかく浮上時にはステルス性は無かった。そのため、レーダーの発達に伴い、浮上行動を大幅に制限されるようになっていた。これに対抗するため、艦橋の形状変更（セイル側面を外向きに傾ける）や艦上構造物の撤去などにより、レーダー反射断面積の低減を図ったのがステルス艦の始まりである。

## ステルス艦の種類

### 潜水艦

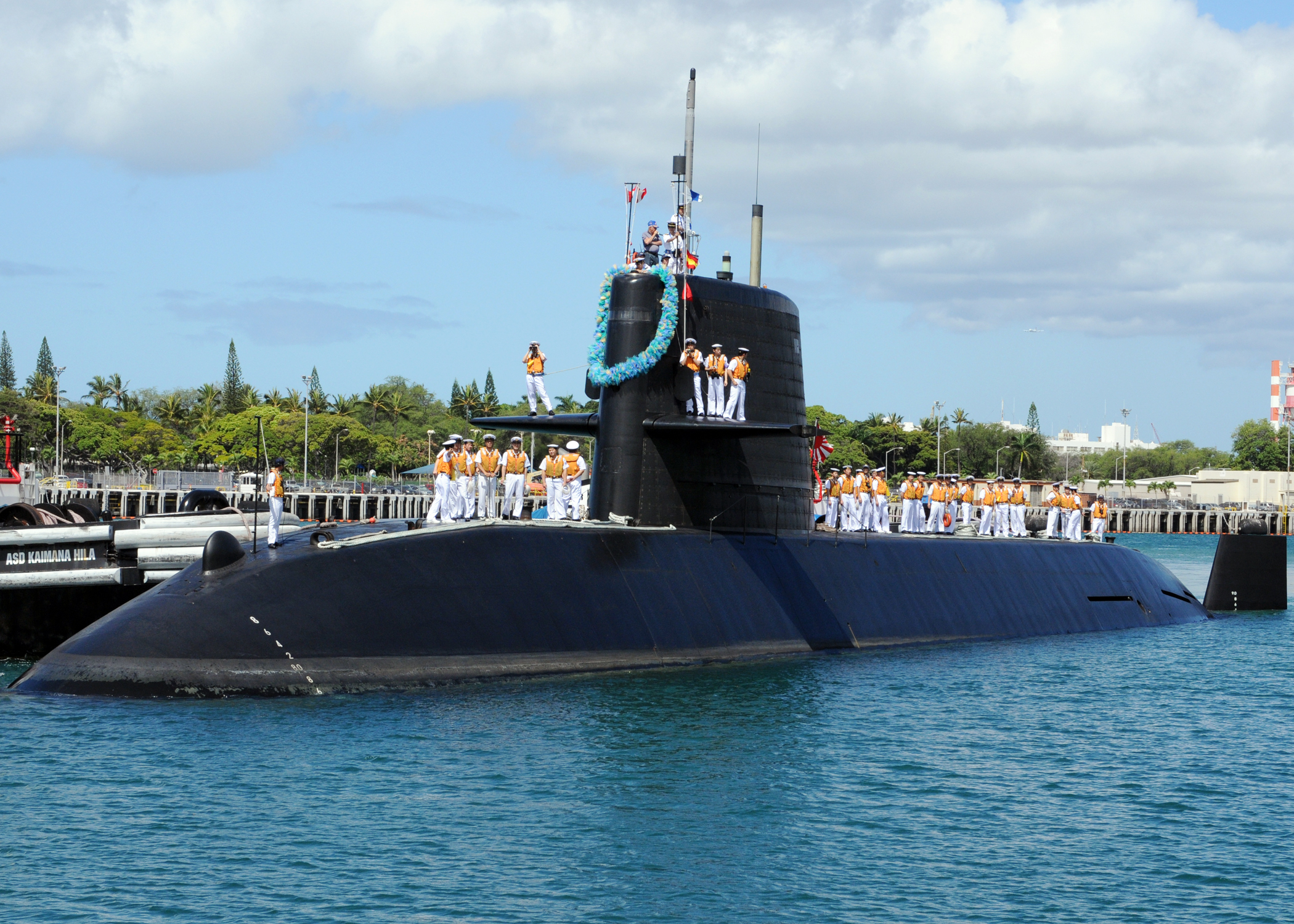
停泊中のおやしお型潜水艦。艦体は傾斜がかかった平面となっており、セイルにも傾斜がかかっている。セイル側面にレーダー波吸収材を貼り付けている。

潜水艦が時々、船体に帯磁した磁力を消磁所で消しているのも磁力的なステルスである。潜水艦を含む戦闘用艦艇は、時間と共に地磁気や摩擦によって自身の船体が磁気を帯びてくるためにこれを専用の施設で定期的に消磁している。これを船体消磁と呼び、一種のステルス技術と言える。消磁を行なわずに磁気を周囲に放射したまま敵性海面・海中を航行すると、磁気探知性機雷に触雷したり、敵航空機などの磁気探知機（MAD）に発見されたりする危険が増す。チタン製の耐圧殻を持つ潜水艦は、耐圧殻をチタン製にすること自体が艦体の消磁になる。
また、静粛性もひとつのステルス性と言える。とくに潜水艦では敵ソナーによる探知を最小化するため、外殻外面に振動吸収素材を貼り付けてアクティブ・ソナーの水中波を吸収するようにしている。浮上した際のレーダー反射断面積を抑えるために、セイルの外形や断面を台形にしたり、レーダー波吸収材をセイルに貼り付けることもある。

### 水上艦船
水上艦船におけるステルス性の寄与として、レーダー反射断面積（RCS）の減少を試みるための艦体の単純化・平面化がある。
従来、艦体の断面は生産性を考慮して垂直や曲面になるのが普通であったが、艦体や艦橋の断面を従来の垂直から台形や菱形にすることで、反射したレーダー波を海面や空中に逸らすことで、レーダー波の減少になる。マストの支柱の断面を台形や菱形にすることも試みられており、中には先進型閉囲マスト/センサー（AEM/S）のような思い切ったレーダー反射断面積を減らす工夫もある。煙突も、平面で構成したりマストと一体化、さらに煙突を廃して舷側排気にすることで反射断面積を最低限にすることができる。また、艦体上にある突起物（マスト・兵装類）も、艦体に格納したり平面のカバーを被せることで、レーダー波の反射断面積を減少させることができる。中にははやぶさ型ミサイル艇のように、欄干も断面を菱形にするなどして徹底したステルス性を追求する例もある。
形状にとらわれないステルス性の寄与法として、レーダー波を吸収する素材（例えば炭素繊維強化プラスチック(CFRP)）を貼り付けることもある。この方法を用いると、それまで保有していた非ステルスの艦艇にステルス性を与えることも可能である。
ミサイルの発射装置をVLSにして艦体に組み込むことも、低視認性も相まって反射断面積の減少になる。計画のみに終わったが、アーセナル・シップは上部構造物がほとんどなく、低レーダー反射断面積と低視認性を強く意識した設計となっている。艦載砲も、砲塔を平面で構成した多角形にすることでステルス性を持たせたものがある。ヴィスビュー級コルベットに搭載されたボフォース57mm砲は、射撃時以外は砲身を砲塔に格納する。艦載艇格納部や対艦ミサイルの発射管、魚雷発射管をシャッターで覆うことで反射断面積を大幅に減少させることができる。
水上艦艇のステルス性がどの程度になるかは、公開されている情報が少なく不明な点が多い。VLSを世界で初めて搭載し、また艦橋と艦体を傾斜させるなどステルス性への配慮がなされたキーロフ級ミサイル巡洋艦の1番艦「キーロフ」が初めてデンマーク海峡を通過した際、満載排水量が26,500tという大型艦である本艦が、NATO軍のレーダーには「2,000t程度の小型フリゲート」にしか写らなかったという逸話がある。

## 問題点
ステルス性を重視した戦闘艦では、平時におけるレーダー反射断面積も少ないため、そのままでは衝突などの海難事故の可能性がある。そのため、平時の航行中には、わざわざコーナー・リフレクターを甲板上の見通しの良い場所に設置して、ステルス性能の漏洩を防ぐと共に一般航行時の安全を図るように留意するケースが出てきた。
艦船でのステルス性能が今後一層向上すれば、一般船舶や友軍艦船との衝突事故を防ぐためにも必要な処置になる。

## 主なステルス艦一覧
アメリカ合衆国
- 実験艦「シー・シャドウ」
- アーレイ・バーク級ミサイル駆逐艦
- ズムウォルト級ミサイル駆逐艦
- DDG(X)
- コンステレーション級ミサイルフリゲート
- フリーダム級沿海域戦闘艦
- インディペンデンス級沿海域戦闘艦
- サン・アントニオ級ドック型輸送揚陸艦
- ジェラルド・R・フォード級航空母艦

 イギリス
- 45型駆逐艦（デアリング級）
- 23型フリゲート
- 26型フリゲート
- 31型フリゲート

 イタリア
- アンドレア・ドーリア級駆逐艦
- カルロ・ベルガミーニ級フリゲート (2代)
- パオロ・タオン・ディ・レヴェル級フリゲート

 インド
- コルカタ級駆逐艦
- ヴィシャーカパトナム級駆逐艦
- タルワー級フリゲート
- シヴァリク級フリゲート
- ニルギリ級フリゲート (2019-)（英語版）
- カモルタ級コルベット

 オランダ
- デ・ゼーヴェン・プロヴィンシェン級フリゲート

 シンガポール
- フォーミダブル級フリゲート

 スウェーデン
- ヴィスビュー級コルベット
- ストックホルム級コルベット

 韓国
- 犬鷲型ミサイル艇
- 李舜臣級駆逐艦
- 世宗大王級駆逐艦

 中国
- 051B型駆逐艦（深圳　旅海型）
- 052B型駆逐艦（広州級　旅洋I型）
- 052C型駆逐艦（蘭州級　旅洋II型）
- 052D型駆逐艦（昆明級　旅洋III型）
- 055型駆逐艦（南昌級）
- 054型導弾護衛艦（馬鞍山級　江凱型ミサイル・フリゲート）
- 056型導弾護衛艦（蚌埠級　江島型コルベット）
- 022型導彈快艇（紅稗型ミサイル艇）
- 071型揚陸艦（崑崙山級　玉昭型）

 中華民国（台湾）
- 康定級巡防艦
- 沱江級巡邏艦（コルベット）

 ドイツ
- ザクセン級フリゲート
- バーデン・ヴュルテンベルク級フリゲート
- ニーダーザクセン級フリゲート
- ブラウンシュヴァイク級コルベット

 トルコ
- アダ級コルベット

 日本
- あぶくま型護衛艦[注 1]
- こんごう型護衛艦
- むらさめ型護衛艦
- たかなみ型護衛艦
- あたご型護衛艦
- ひゅうが型護衛艦
- いずも型護衛艦
- あきづき型護衛艦 (2代)
- あさひ型護衛艦 (2代)
- まや型護衛艦
- イージス・システム搭載艦
- もがみ型護衛艦
- 新型FFM
- 13DDX
- はやぶさ型ミサイル艇
- 1,900トン型哨戒艦

 ノルウェー
- フリチョフ・ナンセン級フリゲート
- シェル級ミサイル艇
- アルタ級掃海艇

 フランス
- アミラル・ロナルク級駆逐艦
- ラファイエット級フリゲート
- フォルバン級フリゲート
- アキテーヌ級フリゲート

 ロシア
- 1144号計画型重原子力ミサイル巡洋艦 (キーロフ級ミサイル巡洋艦)
- 22350型フリゲート (アドミラル・ゴルシコフ級フリゲート)
- 11356M型フリゲート (アドミラル・グリゴロヴィチ級フリゲート)
- 11661型警備艦 (ゲパルト級フリゲート)
- 20380型警備艦 (ステレグシュチイ級フリゲート)
- 0385型警備艦 (グレミャーシュチイ級フリゲート)
- 21630型小型砲艦 (ブーヤン型コルベット)
- 21631型小型ミサイル艦 (ブーヤンM型コルベット)

モロッコ
- 駆逐艦「ムハンマド6世」
- シグマ型コルベット「ターリク・ベン＝ズィヤード」級

エジプト
- 駆逐艦「タヒヤ・ミスル」

ベトナム
- フリゲート「ディン・ティエン・ホアン」

マレーシア
- レキウ級フリゲート

インドネシア
- シグマ型コルベット「ディポネゴロ」級
- クレワン級高速戦闘艇 [注 2]

サウジアラビア
- アル・リヤド級フリゲート

デンマーク
- イーヴァル・ヒュイトフェルト級フリゲート
- アブサロン級多目的支援艦

フィンランド
- ハミナ級ミサイル艇

 朝鮮民主主義人民共和国
- へサム級ミサイル艇